# Filosofia marxista chinesa
A filosofia marxista chinesa é a filosofia do materialismo dialético que foi introduzida na China no início dos anos 1900 e que persiste  no meio acadêmico chinês até os tempos presentes.
A filosofia marxista foi inicialmente importada para a China entre 1900 e 1930, em traduções do alemão, russo e japonês. O tradutor chinês de A Origem das Espécies de Darwin, Ma Junwu, também foi o primeiro a introduzir o marxismo na China. Para ela, o evolucionismo e o marxismo seriam os segredos do desenvolvimento social. Seria algo anterior ao materialismo dialético formal do Partido Comunista Chinês, no qual muitos intelectuais radicais independentes abraçaram o marxismo. Muitos deles mais tarde se juntaram ao Partido Comunista da China.
O materialismo dialético chinês foi inicialmente formalizado durante os anos de 1930, sob a influência da Nova Filosofia de Mitin. No final da década de 1930, o presidente Mao Zedong começaria a desenvolver sua própria versão sinistra do materialismo dialético, que era independente da Filosofia Soviética. A dialética maoísta permaneceu como o paradigma dominante nos anos de e 1970 e a maior parte em torno de questões técnicas da ontologia dialética. Na década de 1980, as reformas denguistas levaram a uma tradução e influência em larga escala de obras do marxismo ocidental e do humanismo marxista.

## Interação com o marxismo europeu
Li Da (1890–1966) traduziu muitas das primeiras obras da social-democracia alemã e do marxismo soviético para o chinês. Ele Sinificou a Nova Filosofia de Mark Borisovich Mitin em seus Elementos de Sociologia. Ai Siqi traduziu muitas das obras de Mitin e ajudou a introduzir a Nova Filosofia na China. O marxismo chinês inicial tomou emprestado muito dos livros didáticos soviéticos. Seguindo Mitin, Ai Siqi atacou a ideia de igualdade de contradições entre duas coisas desiguais.  Os filósofos chineses tomaram fortemente o lado de Mitin contra Abram Deborin. Eles foram particularmente influenciados por sua unidade de teoria e práxis. Mao Zedong foi influenciado por essas obras ao escrever suas Palestras sobre Materialismo Dialético. Mao Zedong criticou o materialismo dialético de Stalin. Mao criticou Stalin por não reconhecer que os opostos são interconectados e acreditava que, por causa disso, a dialética de Stalin tinha erros metafísicos.

## Pensamento de Mao Zedong
No final da década de 1930, uma série de debates foram realizados sobre até que ponto a Lógica Dialética era um suplemento ou substituição da Lógica Formal. Uma grande controvérsia que continuou na década de 1960 foi se uma contradição dialética era a mesma coisa que uma contradição lógica.
No marxismo, a Lógica Dialética, derivada de Hegel e posteriormente incorporada por Marx e Engels, foca nas contradições e mudanças inerentes ao processo histórico e à natureza. Ela argumenta que o desenvolvimento da realidade e do pensamento humano se dá através da luta de opostos, e que as contradições são motoras do progresso. A Lógica Formal, por outro lado, que remonta a Aristóteles, é uma lógica de identidade e não-contradição, na qual uma proposição não pode ser verdadeira e falsa ao mesmo tempo.
O debate entre essas duas abordagens é fundamental porque, para os marxistas, a Lógica Dialética oferece uma explicação para as mudanças qualitativas e revolucionárias no mundo material e social, ao passo que a Lógica Formal tende a manter uma perspectiva mais estática e normativa sobre a realidade. Assim, o questionamento de até que ponto a Lógica Dialética deveria substituir ou suplementar a Lógica Formal foi central para o desenvolvimento do marxismo como teoria e prática revolucionária.
A discussão sobre se uma contradição dialética é o mesmo que uma contradição lógica reflete um ponto-chave da filosofia marxista. Para os marxistas, especialmente os dialéticos, uma contradição no pensamento formal é vista como um erro lógico, algo que precisa ser corrigido. Já uma contradição dialética é considerada natural e essencial no movimento da realidade. Por exemplo, o desenvolvimento de uma sociedade capitalista carrega consigo contradições internas (proletariado versus burguesia), que levam inevitavelmente à transformação revolucionária, na visão marxista.
Mao mais tarde se afastou da replicação da Nova Filosofia e tentou desenvolver sua própria forma de marxismo que enfatizava fortemente a centralidade referente aos debates sobre dialética e a prática. Mao viu a luta entre opostos como a chave para a dialética, e isso desempenhou um papel importante na controvérsia "Um se Divide em Dois" da década de 1960. Na Palestra de Mao de 1964 sobre Questões de Filosofia, ele rejeitou qualquer possibilidade de sintetizar opostos divididos. Negações eram absolutas e alternavam em um infinito ruim com afirmação. Wang Ruoshui foi inicialmente um grande defensor da linha maoísta "Um se Divide em Dois" durante a Revolução Cultural. Mas Wang mais tarde defendeu o humanismo marxista.
Mao Zedong, na década de 1960, deu uma ênfase particular à centralidade das contradições na dialética marxista, defendendo que o "Um se Divide em Dois" era a expressão essencial da luta de classes e do progresso histórico. Isso foi uma rejeição de uma síntese dialética "harmoniosa" que resolvesse as contradições de maneira definitiva. Para Mao, as contradições são absolutas, e a história é movida por uma sucessão infinita de lutas e superações. Essa posição foi expressa em sua famosa Palestra de 1964 sobre Filosofia, onde ele refutou a ideia de que os opostos poderiam ser reconciliados de forma estática.
A abordagem de Mao sobre a dialética teve implicações práticas durante a Revolução Cultural, onde ele e seus seguidores, como Wang Ruoshui, inicialmente defenderam a linha de "Um se Divide em Dois" para justificar o contínuo conflito e purga política como meio de avanço revolucionário. No entanto, Wang Ruoshui mais tarde se afastou dessa visão ao adotar uma posição mais humanista dentro do marxismo, reconhecendo a importância de fatores humanos como a moralidade e a dignidade na luta política, que foram muitas vezes ofuscados pela rigidez maoísta.
O debate sobre lógica e contradição dentro do marxismo não é meramente filosófico; ele tem profundas implicações políticas e práticas. A forma como os teóricos marxistas, desde Hegel até Mao, conceberam as contradições influencia diretamente suas visões sobre mudança social, revolução e a construção de uma nova sociedade. No caso de Mao, o entendimento de contradições absolutas e a rejeição de uma síntese pacífica levou a uma prática política de luta contínua, que marcou profundamente a história da China no século XX.

## Início da década de 1970
Em 1973, a Editora Foreign Languages publicou a obra "Três grandes lutas na frente filosófica da China - 1949–1964" ("Three Major Struggles on China's Philosophical Front  - 1949–1964"). Os três principais debates filosóficos giravam em torno da Teoria da "Base Econômica Sintetizada", da Questão da Identidade entre Pensar e Ser e da Teoria de "Combinar Dois em Um". Em 1974, durante o evento Criticar Lin, Criticar Confúcio, houve grandes debates historiográficos sobre os méritos relativos das escolas confucionista e legalista. O legalismo foi interpretado como a ideologia feudal progressiva do Qin em ascensão contra a decadente ideologia escravista de Confúcio.

## Deng Xiaoping
Na era pós-Mao, houve grandes debates sobre o papel que as contradições e a alienação desempenhavam em uma sociedade socialista. Deng Xiaoping interveio pessoalmente contra a tendência humanista marxista ao insistir que a alienação era baseada unicamente na propriedade privada e não tinha lugar em uma China socialista.

Em seu discurso de 1983, As tarefas urgentes do Partido nas frentes organizacional e ideológica, Deng disse que:
Quanto à alienação, depois que Marx descobriu a lei da mais-valia, ele usou esse termo apenas para descrever o trabalho assalariado na sociedade capitalista, significando que tal trabalho era estranho aos próprios trabalhadores e era realizado contra sua vontade, para que o capitalista pudesse lucrar às suas custas. No entanto, ao discutir a alienação, alguns de nossos camaradas vão além do capitalismo; alguns até ignoram a alienação restante do trabalho sob o capitalismo e suas consequências. Em vez disso, eles alegam que a alienação existe sob o socialismo e pode ser encontrada nos reinos econômico, político e ideológico, que, no curso de seu desenvolvimento, o socialismo constantemente dá origem a uma força de alienação, como resultado das atividades do corpo principal da sociedade. Além disso, eles tentam explicar nossa reforma do ponto de vista da superação dessa alienação. Assim, eles não podem ajudar as pessoas a entender e resolver corretamente os problemas que surgiram na sociedade socialista hoje, ou a entender e realizar corretamente a reforma contínua que é essencial para nosso avanço tecnológico e social. Pelo contrário, sua posição só levará as pessoas a criticar, duvidar e negar o socialismo, a considerá-lo tão sem esperança quanto o capitalismo e a renunciar à sua confiança no futuro do socialismo e do comunismo. "Então, qual é o sentido de construir o socialismo?", eles dizem.
Apesar da condenação de Deng, a febre da alta cultura continuou a aumentar na China, com o trabalho de Fredric Jameson sendo particularmente popular. sse fenômeno foi marcado pelo interesse em teorias culturais e filosóficas ocidentais, incluindo o marxismo ocidental. Um dos autores mais populares nesse contexto foi Fredric Jameson, um importante teórico cultural e crítico marxista. Seu trabalho, que examina a relação entre cultura, ideologia e capitalismo, encontrou ressonância entre intelectuais chineses, interessados em novas formas de pensamento crítico, mesmo diante das restrições políticas impostas pelo governo.

## "Três Representações" de Jiang Zemin
As declarações formais da "Teoria dos Três Representações" são: Nosso partido deve sempre representar as exigências das forças produtivas avançadas da China, representa a orientação da cultura avançada da China e representa os interesses fundamentais da maioria do povo chinês. Os Três Representações estão à luz das ideias propostas por Karl Marx e Friedrich Engels em seu artigo "a classe dominante e as ideias dominantes".
Primeiro, Marx e Engels argumentaram "para apresentar seu interesse como o interesse comum de todos os membros da sociedade, ... a classe que faz uma revolução se apresenta desde o início, ... não como uma classe, mas como representante de toda a sociedade, como toda a massa da sociedade confrontando a única classe dominante". Seguindo as ideias de Marx e Engels, o Partido Comunista Chinês, que assumiu o poder do feudalismo por meio da revolução, não se trata como a classe dominante, mas como o partido que representa os interesses da maioria da sociedade.
Segundo, da perspectiva das ideologias historicamente orgânicas, “as forças materiais são o conteúdo e as ideologias são a forma... as forças materiais seriam inconcebíveis historicamente sem forma e as ideologias seriam fantasias individuais sem as forças materiais”. O Partido Comunista Chinês percebe que as forças materiais são as mesmas que as forças produtivas, e as ideologias são outra forma de culturas. Para colocar de outra forma, as forças produtivas são as bases econômicas e as ideologias são a superestrutura. Portanto, o Partido Comunista Chinês representa tanto as forças produtivas avançadas quanto a cultura avançada.
Terceiro, “é preciso trazer uma ordem a esta regra de ideias, provar uma conexão mística entre as ideias dominantes sucessivas”, conforme indicado por Marx e Engels. A ordem dos Três Representações, portanto, reflete as ideias dominantes sucessivas. O Partido Comunista Chinês acredita que as forças produtivas devem vir primeiro do que a cultura avançada. Somente quando o povo chinês tivesse as forças produtivas avançadas, eles poderiam ter a cultura avançada. Portanto, o Partido Comunista Chinês representa as forças produtivas e então representa a cultura avançada.
Dito de modo mais simples, nem a infraestrutura e nem a superestrutura tem a hegemonia, a revolução socialista é a combinação de uma infraestrutura avançada (forças materiais de produção), de uma superestrutura avançada (campo das ideias e tecnologia) e, por fim, o nacionalismo e o povo chinês como terceiro vértice do triângulo.

## "Sonho Chinês" de Xi Jinping
Xi Jinping propôs o Sonho Chinês como um slogan quando visitou o Museu Nacional da China. Xi disse: "os jovens devem ousar sonhar, trabalhar assiduamente para realizar os sonhos e contribuir para a revitalização da nação". Marx e Engels tinham conceitos semelhantes em suas obras. Eles propuseram uma nova divisão do trabalho: trabalho mental e trabalho material. Os trabalhos mentais controlam os meios de produção mental e, portanto, aparecem como os pensadores da classe e fazem a formação das ilusões.
Os trabalhos materiais são membros ativos da produção material. Marx e Engels argumentaram que, uma vez que os trabalhos materiais são, na realidade, os membros ativos desta classe e têm menos tempo para criar ilusões e ideias sobre si mesmos, eles são passivos e receptivos às ilusões dos trabalhos mentais.
O Sonho Chinês extrai conhecimento das ideias de Marx e Engels sobre "ilusões". Xi Jinping selecionou “sonho” em vez de “ilusão” para refletir suas ideias de que o povo chinês, especialmente a geração jovem, deveria sonhar. Xi não disse que o sonho chinês é feito pelos trabalhos mentais. Em vez disso, ele argumentou que o sonho chinês deveria ser feito pela geração jovem. Ao dizer que o sonho não é a ilusão da classe dominante, mas o sonho das próprias gerações jovens, Xi continuou a recomendar aos jovens que trabalhassem duro e alcançassem o sonho.